# Медас
Медас (Медес, кат. Illes Medes, исп. Islas Medas) — группа необитаемых островов в Средиземном море у северо-восточного побережья Пиренейского полуострова в Каталонии в Испании, напротив поселения Эстартит, к северо-востоку от устья реки Тер, южнее залива Росас.
Состоит из двух островов: Меда-Гран (Meda Gran) и Меда-Чика (Meda Xica) и пяти островков. На крупнейшем острове Меда-Гран находится маяк, построенный в 1866 году. Там же находятся руины крепости, разрушенной англичанами во время Наполеоновских войн.
Район островов привлекает ныряльщиков и любителей подводного плавания.
Острова входят в природный парк «Монтгри, острова Медас и устье реки Тер», созданный в 2010 году.